# حزقيال خيسوس غوتيريز
حزقيال خيسوس غوتيريز (بالإسبانية: Juan Jesús Gutiérrez)‏ هو عداء سريع مكسيكي، ولد في 7 سبتمبر 1969.

## وصلات خارجية
- خوان خيسوس غوتيريز على موقع الاتحاد الدولي لألعاب القوى (الإنجليزية)
- خوان خيسوس غوتيريز على موقع اللجنة الأولمبية الدولية (الإنجليزية)
- خوان خيسوس غوتيريز على موقع أوليمبيديا (الإنجليزية)